# Burschentag
Als Burschentag werden seit 1818 Zusammenkünfte von Burschenschaften bezeichnet.

## Geschichte
Der erste Burschentag fand 1818 in Jena statt. Dort wurde die Gründung einer Allgemeinen Deutschen Burschenschaft beschlossen (siehe auch: Urburschenschaft). Der zweite Burschentag fand vom 10. bis 18. Oktober in Jena statt.
Nach Inkrafttreten der Karlsbader Beschlüsse fanden die Burschentage im Geheimen und an wechselnden Orten statt. 1820 war Dresden Tagungsort, Sprecher war Robert Wesselhöft. 1821 fand ein Burschentag in Streitberg und 1822 einer im Odenwald statt, dessen Sprecher Hermann Askan Demme war.
Die zwischen den einzelnen Burschenschaften vorherrschenden Differenzen kamen auf dem Burschentag 1827 in Bamberg zur Sprache. Diese mündeten in einer Spaltung in arminische und germanische Burschenschaften, mit der Folge, dass ab 1829 getrennte Burschentage abgehalten wurden, bis nach dem Frankfurter Wachensturm 1833 die Allgemeine Deutsche Burschenschaft zu existieren aufhörte.
Erst 1850 fand wieder ein Burschentag statt, in Anlehnung an die Wartburgfeste nun zum ersten Mal in Eisenach, welches in den folgenden Jahrzehnten regelmäßig zum Tagungsort der Burschentage der meist kurzlebigen neugegründeten burschenschaftlichen Dachverbände (Allgemeine Burschenschaft (1850), Eisenacher Burschenbund (1864), Eisenacher Konvention (1870), Eisenacher Deputierten-Convent (1874)) wurde.
Auch nach Gründung des Allgemeinen Deputierten-Conventes (1881), der späteren Deutschen Burschenschaft (DB), war Eisenach bis zum Ersten Weltkrieg regelmäßiger Tagungsort. Zwischen den Weltkriegen, bis zur Auflösung der DB 1935, wechselten die Burschentage zwischen Eisenach und anderen Städten im Deutschen Reich und in Österreich; 1924 fand er in der damals Freien Stadt Danzig statt.
Nach der Wiedergründung der DB 1950 fanden die meisten Burschentage – wegen der Nähe zum Hambacher Schloss – in Landau in der Pfalz statt. Seit der Wiedervereinigung ist Eisenach wieder ständiger Tagungsort – mit Ausnahme des Burschentages von 1997, der in Jena abgehalten wurde. Außerdem fanden zwei außerordentliche Burschentage in Marburg (2001) und Stuttgart (2012) statt. Bis 2013 fand außerdem jeweils ein Festakt auf der Wartburg statt. Um diese Zeit verlor die DB nach heftigen internen Richtungsstreitigkeiten zahlreiche Mitglieder. Im Zuge der öffentlichen Debatte um die Ausrichtung der weiter nach rechts gerückten DB ließ die Wartburg-Stiftung diesen Festakt seit 2014 nicht mehr zu, da man „rechtsstaatlichen demokratischen Grundprinzipien der Verfassung verpflichtet“ sei und die Feier für die Wartburg deshalb „nicht mehr repräsentativ und somit nicht mehr akzeptabel“ sei.
Seit ihrer Gründung 1996 organisiert auch die Neue Deutsche Burschenschaft (NeueDB) jährlich einen Burschentag an wechselnden Orten, so 1997 in Marburg. Die Deutsche Burschenschaft in Österreich (DBÖ) richtet ebenfalls Burschentage/Burschenschaftertage aus. Auch der Österreichische Pennäler Ring (ÖPR) sowie dessen Vorgängerorganisationen richten seit 1906 Burschentage aus.

## Organisation
Bei der Deutschen Burschenschaft (DB) ist der Burschentag (offiziell: Burschen- und Altherrentag der Deutschen Burschenschaft) das oberste Beschlussgremium, welches mindestens einmal jährlich tagt. Jede Burschenschaft ist verpflichtet, Vertreter von Aktivitas und Altherrenschaft zum Burschentag zu entsenden. Daneben wird der Begriff Burschentag für das jährliche Verbandstreffen in Eisenach als Ganzes verwendet, welches während der Woche nach Pfingsten beginnt, meist fünf Tage dauert und einen Fackelzug und ein Totengedenken am Burschenschaftsdenkmal, ein bis zwei Verhandlungstage sowie einen feierlichen Festkommers umfasst und mit einem Frühschoppen endet. Auf dem Burschentag wird unter anderem die jeweils neue Vorsitzende Burschenschaft des Verbandes gewählt.